# ميرو ميجر
ميرو ميجر (بالإنجليزية: Miro Major)‏ (14 أغسطس 1980 بزغرب في كرواتيا - ) هو لاعب كرة قدم نيوزلندي في مركز الوسط. شارك مع منتخب نيوزيلندا لكرة قدم الصالات. أما مع النوادي، فقد لعب مع نادي أوكلاند سيتي وسنترال يونايتد وManawatu United ‏ وMangere United ‏ وMetro FC (New Zealand) ‏.